# اردوگاه طولکرم

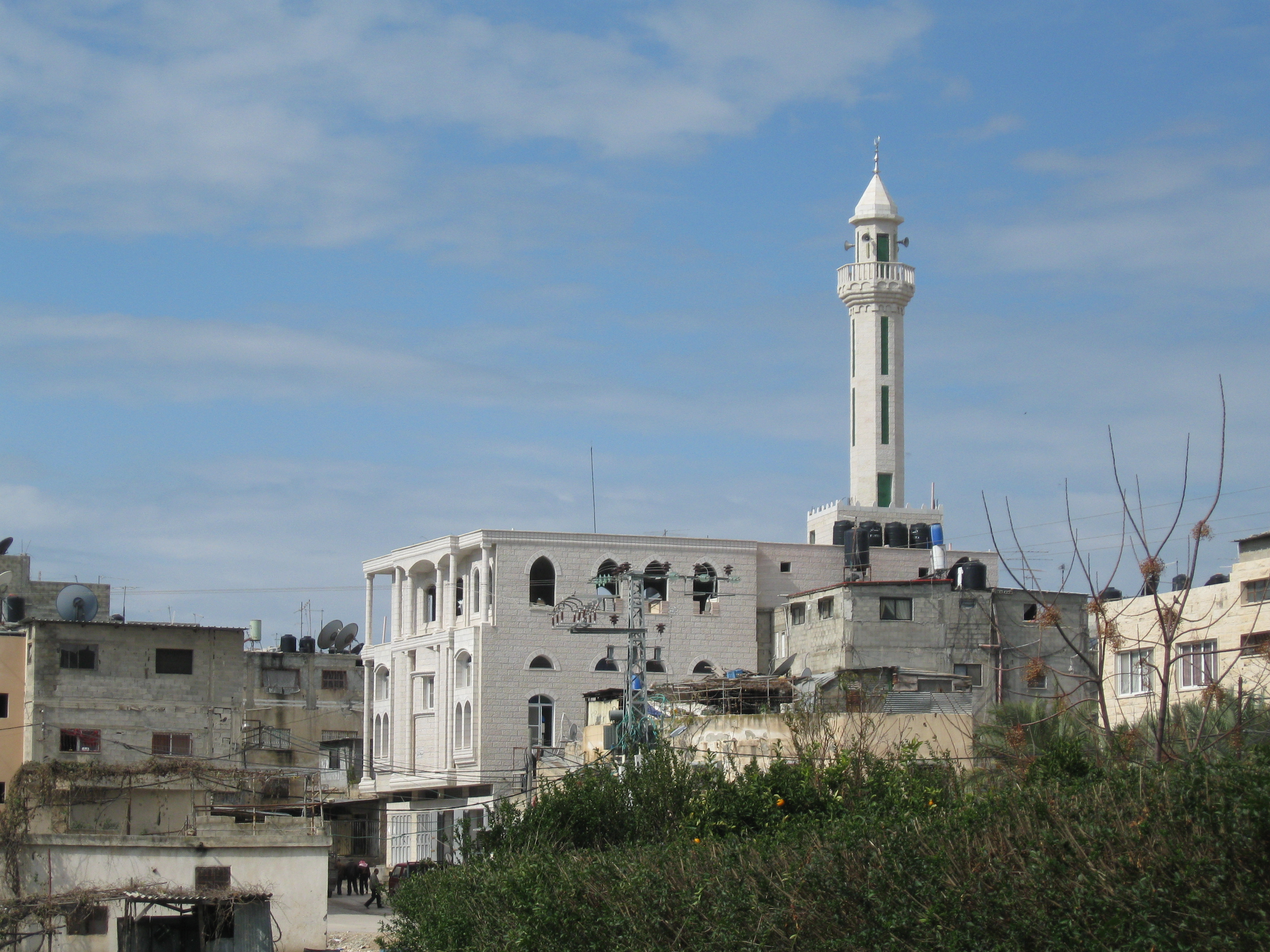
اردوگاه طولکرم

اردوگاه طولکرم (عربی: مخيم طولكرم) یکی از اردوگاه‌های پناهندگان فلسطینی است که در شرق شهر طولکرم ساخته شده‌است و بالغ بر ۱۴۹ هزار مترمربع می‌باشد. این اردوگاه از سه جهت به جز شرق از جمله روستای «ذنابه» که پناهندگان فلسطینی اصیل در آن به‌سر می‌برند. شهرها و روستاهای «حیفا و یافا و قیساریه و سیدنا» اطراف انرا گرفته‌اند. این اردوگاه از سال ۱۹۹۵ تحت تسلط و نظارت دولت فلسطین قرار دارد و مثل بقیه اردوگاه‌های ساحل غربی روی یک قطعه خاکی بنا شده‌است که توسط «الأونروا» از دولت اردن اجاره شده‌است.